# Passo del Mortirolo
Il passo del Mortirolo  (detto anche passo della Foppa - 1.852 m s.l.m.) è un valico alpino delle Alpi Retiche meridionali, in Lombardia, che mette in comunicazione la Valtellina (provincia di Sondrio) con la val Camonica
(provincia di Brescia), a mezzo dell'omonima valle del Mortirolo, attraverso i comuni di Tovo di Sant'Agata, Mazzo di Valtellina, Grosio e Monno.
Il nome, di incerta origine, deriverebbe, secondo la teoria più accreditata, da mortariolo o mortariol o mortaro, ovvero conca acquitrinosa o comunque ricca d'acque.

## Storia
Nell'aprile del 1945, durante la seconda guerra mondiale fu teatro di due battaglie tra i partigiani e le truppe tedesche-fasciste in ritirata verso il Trentino. L'accesso da Trivigno e non solo, avviene oggi sul percorso delle antiche strade militari costruite durante il primo conflitto mondiale, in preparazione di una seconda linea di difesa necessaria in caso di sfondamento austro-tedesco, poi mai avvenuto. Ancora oggi sono visibili alcune segnalazioni con pietre segna strada, con la scritta "SM". Solo negli anni '70 la strada fu asfaltata e modificata rispetto al percorso originale per renderla più agevole. Inoltre in località Pianaccio (2180 m s.l.m.), proseguendo dal passo del Mortirolo verso est su strada non asfaltata, praticamente sopra Vezza d'Oglio, si vedono ancora tracce delle trincee della prima guerra mondiale, rivolte verso i gruppi dell'Adamello e del Cevedale, vie d'accesso eventuali delle truppe austriache provenienti dalle prime linee dei passi Gavia e Tonale. Nel 2021, la strada è riclassificata come strada statale (Nuova Strada ANAS). I nomi provvisori sono NSA 591 (versante valtellinese) e NSA 597 (versante bresciano).Dal settembre 2021 riclassificata come strada statale 42 dir/A del Passo del Mortirolo.

## Descrizione

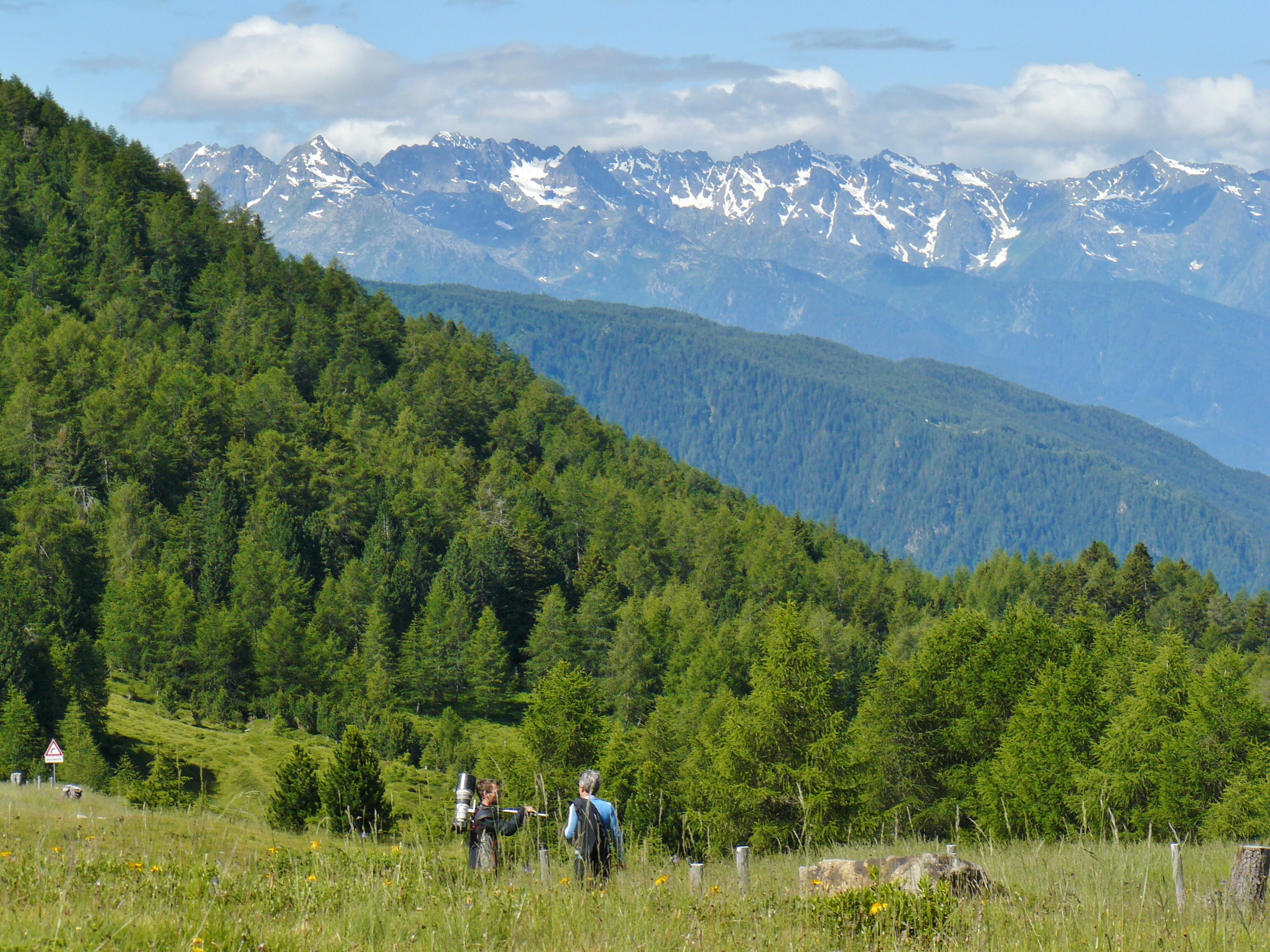
Passo del Mortirolo (parte sommitale)

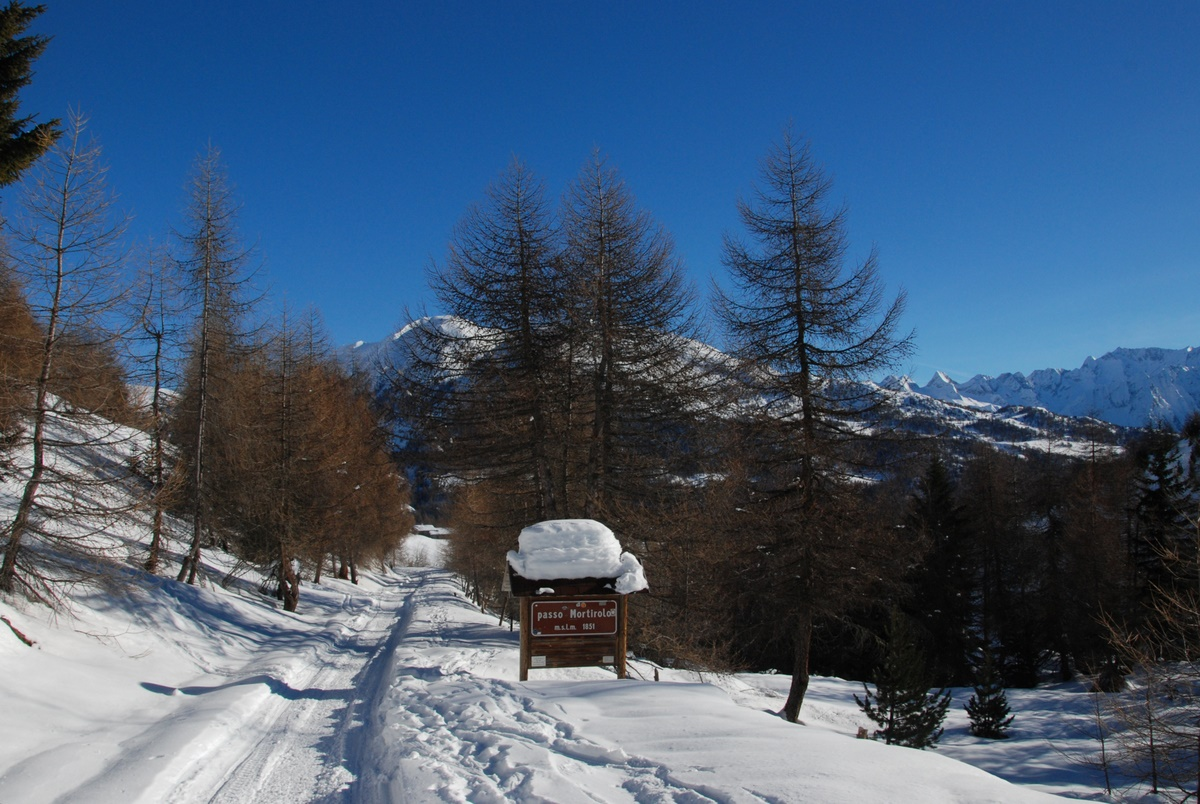
Il passo del Mortirolo nella stagione invernale

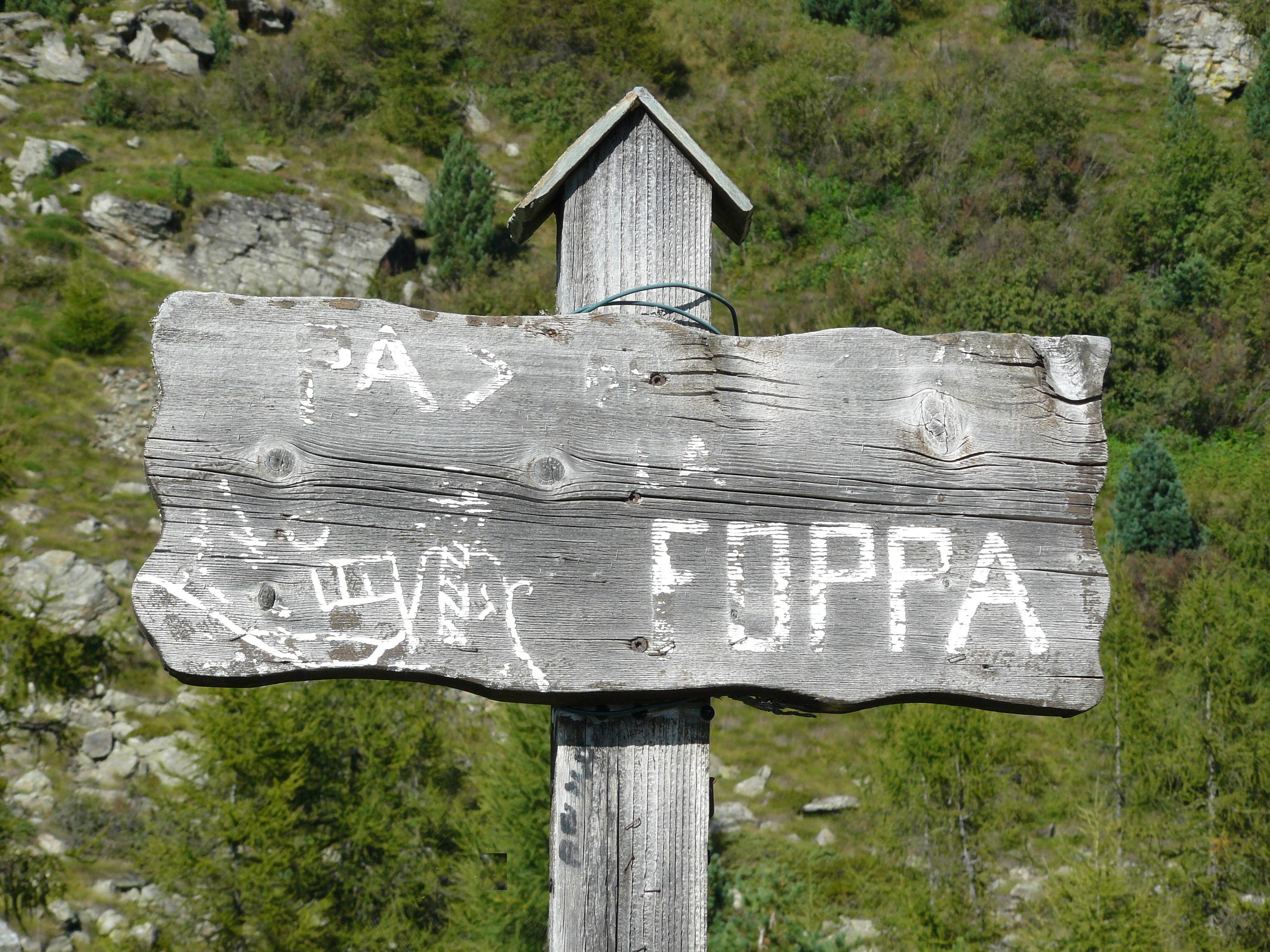
Cartello ligneo originale, posto sulla cima

Partigiani durante le battaglie del Mortirolo

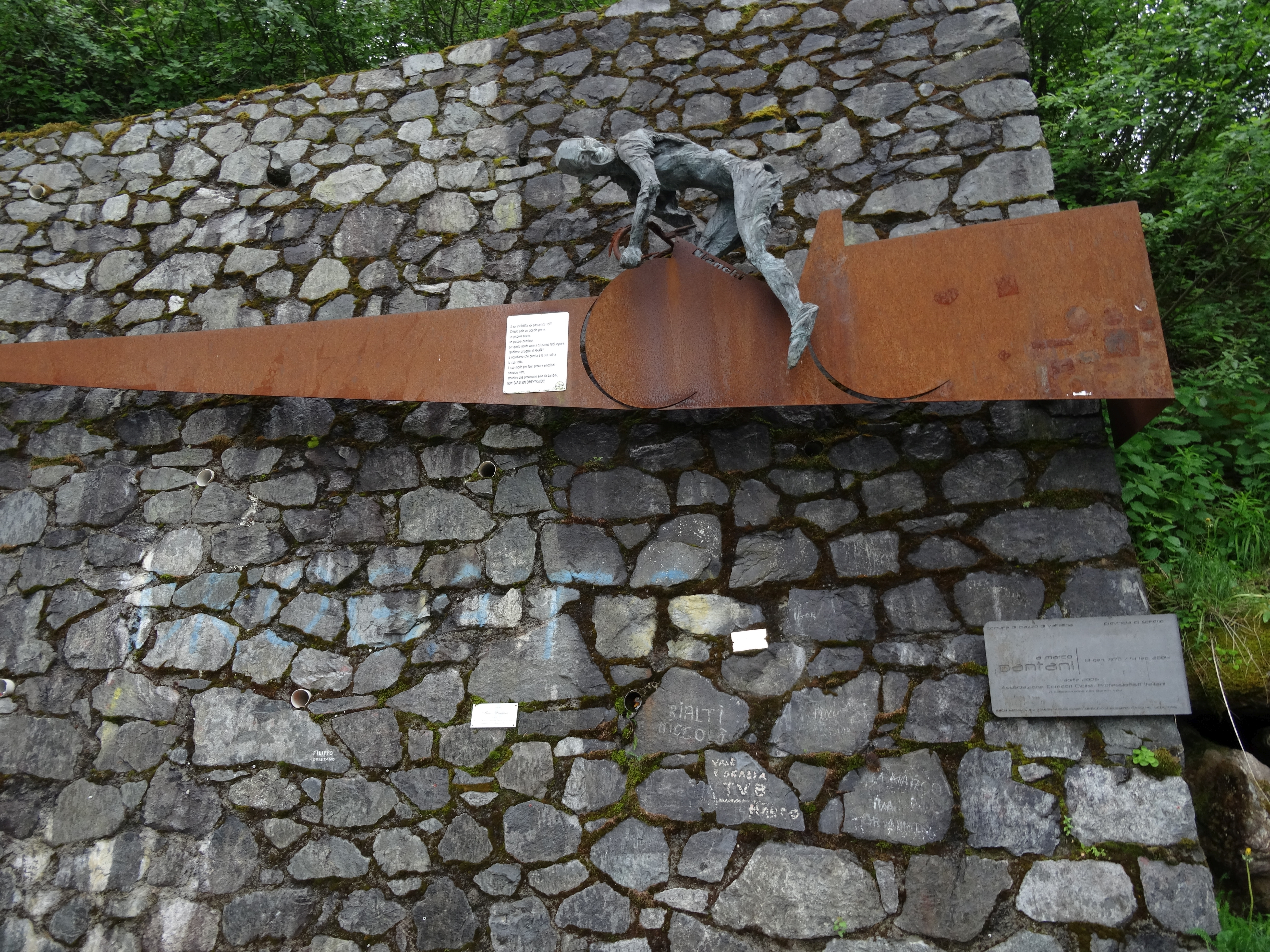
Monumento a Marco Pantani

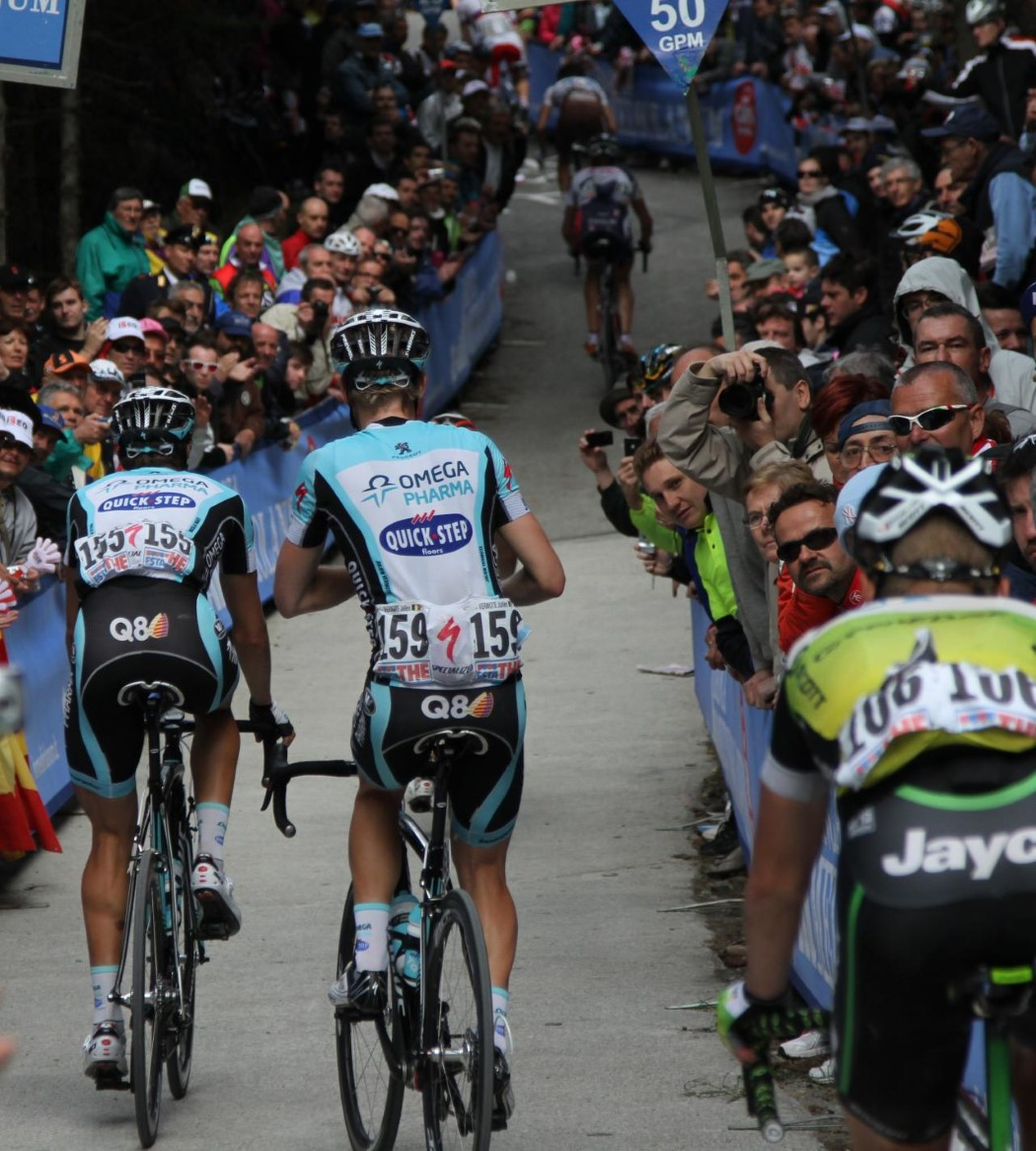
Ascesa al passo durante il Giro d'Italia 2012

Si tratta di una strada stretta e poco frequentata, in quanto l'alternativa del passo dell'Aprica è molto più agevole e sicura per raggiungere Bormio e la parte alta della Valtellina provenendo dal bresciano o dal Trentino. Il passo si può raggiungere da tre diversi versanti:
- da nord dalla Valtellina partendo da Mazzo di Valtellina (bivio sulla Strada statale 38 dello Stelvio) oppure da Tovo di Sant'Agata oppure da Grosio secondo tre differenti percorsi che risalgono lo stesso versante ricongiungendosi poi pochi chilometri prima del passo;
- da sud dalla val Camonica, passando per Monno (bivio sulla strada statale 42 del Tonale e della Mendola, a breve distanza da Edolo);
- da ovest dall'Aprica (strada statale 39 del Passo di Aprica) attraverso Trivigno.

### Versanti di ascesa
Caratteristiche di ascesa:
- Versante nord, con inizio a Mazzo di Valtellina (552 m s.l.m.): è considerato come una delle salite più dure d'Europa, ed è meta di "pellegrinaggio" di molti cicloamatori che si cimentano nella difficile scalata. Presenta una lunghezza di circa 12,5 chilometri per un dislivello di 1300 metri: la pendenza media è del 10,45% e vi sono diversi settori con punte fino al 18%. La salita inizia da via Valle (Contrada Valle di Sotto, Mazzo), attraversa poi le contrade Li Ca' e Castello, passando in prossimità del castello di Pedenale. Le pendenze più elevate si raggiungono tra la chiesa di San Matteo (km 3,5)[7] e l'indicazione per la località Pantan (km 4,5)[8]. Nel tratto tra il terzo e il nono chilometro le pendenze non scendono mai sotto l'11%, salvo addolcirsi solamente negli ultimi chilometri. I migliori professionisti lo percorrono in meno di 45 minuti (Ivan Gotti che detiene il record impiegò 42'40" nel Giro d'Italia 1996 e 43'10" nel Giro d'Italia 1997).
- Versante nord, con inizio a Tovo di Sant'Agata (551 m s.l.m.): di pendenza media analoga alla salita da Mazzo, ma più irregolare (strappi con pendenze fino al 23%) e con un tratto cementato. Al chilometro 11,5 (1718 m s.l.m.) si unisce alla strada da Mazzo[9].
- Versante nord, con inizio a Grosio (656 m s.l.m.): la più agevole delle salite dal versante valtellinese, ha una lunghezza di 14,8 km e una pendenza media dell'8,3%. Le rampe a pendenza massima (14%) sono situate al chilometro 10. Al chilometro 11,5 (1548 m s.l.m.) si unisce alla strada proveniente da Mazzo[10].
- Versante sud, con inizio a Edolo: misura 17,2 chilometri, parte da quota 699 metri e ha una pendenza media del 6,7%; è più facile anche se più lungo. Si parte da Edolo e per il primo tratto di salita si segue la statale della Val Camonica per poi svoltare per Monno (1066 m s.l.m.), dove inizia la vera salita di 11,2 chilometri; vi sono alcuni tornanti abbastanza impegnativi ma poi la salita è regolare (circa al 6-7%) fino al quattordicesimo chilometro dove c'è addirittura un breve tratto in falsopiano. Il tratto più duro arriva in prossimità del sedicesimo chilometro, a quota 1720 m, con più di 500 metri abbondantemente sopra il 10%.
- Versante sudovest, con inizio ad Aprica (1181 m s.l.m.) e passante per Trivigno: è il più lungo (circa 25 km) e il più facile con un lungo tratto suggestivo in quota (max 1940 m s.l.m. circa) dopo un'ascesa di 12,2 km al 6% circa fino a poco dopo Trivigno. Una variante è quella che da Ronco di Corteno Golgi in Val Camonica sale al Monte Padrio (8,4 km al 10,7% di pendenza media) e quella che da Tirano in Valtellina sale a Trivigno (17 km al 7.4% di pendenza media): entrambe hanno poi in comune l'ultimo tratto in quota del versante dall'Aprica fino al Mortirolo.

## Sport

### Giro d'Italia
Dopo essere rimasto per molti anni una strada secondaria di montagna, sterrata e denominata "Passo della Foppa", il Mortirolo è salito alla ribalta a partire dal 1990, quando è stato inserito nel percorso del Giro d'Italia, a causa delle pendenze molto accentuate e costanti nel suo versante settentrionale.
Dopo essere stato asfaltato, è stato percorso in più occasioni durante la corsa ciclistica, con imprese entrate nella leggenda del ciclismo: si ricorda in particolare la fuga solitaria dell'allora emergente Marco Pantani nel Giro d'Italia 1994, che, dopo il Passo dello Stelvio, staccò quotati avversari come Miguel Indurain, Evgenij Berzin e il compagno di squadra Claudio Chiappucci.
Nel mese di maggio 2006 è stata posata al km 8 della salita, in località "Piaz de l'acqua", una scultura, realizzata da Alberto Pasqual, dedicata a Pantani. Il campione romagnolo è raffigurato durante uno scatto, con le mani basse sul manubrio, voltato a scrutare gli avversari. Sempre nel 2006 il Giro d'Italia è passato per le strade del Mortirolo (versante di Mazzo di Valtellina): il primo a transitare è stato Ivan Basso, poi vincitore di quell'edizione del Giro, con a ruota Gilberto Simoni.
Il Giro d'Italia 2010 ha nuovamente proposto il Mortirolo dal versante di Mazzo: il primo a guadagnare la vetta fu ancora Ivan Basso, seguito a ruota dal compagno di squadra Vincenzo Nibali e da Michele Scarponi. Basso si sarebbe aggiudicato anche quel Giro conquistando la maglia rosa proprio nella tappa del Mortirolo con arrivo all'Aprica strappandola allo spagnolo David Arroyo nonostante la tentata rimonta dello spagnolo in discesa.
Nel Giro d'Italia 2012 il valico è ritornato al centro dell'attenzione, ma dal versante inedito di Tovo di Sant'Agata, insieme al passo dello Stelvio, entrambi scalati nella stessa tappa il 26 maggio. Il primo a transitare in vetta fu lo svizzero Oliver Zaugg.
Il Mortirolo tornò protagonista nel Giro d'Italia 2015 quando fu teatro di una grande rimonta della maglia rosa Alberto Contador dopo che aveva forato nella precedente discesa del passo Aprica. Il primo a transitare in vetta fu l'olandese Steven Kruijswijk. La tappa, che si concluse ad Aprica, fu vinta dal basco Mikel Landa.
Al 2017, i passaggi del Giro d'Italia con ascesa dal versante di Monno sono stati soltanto due: nel 1990 durante la 17ª tappa (Moena>Aprica), in cui il Mortirolo fece il suo esordio sulle strade del Giro e nel 2017 durante la 16ª tappa (Rovetta>Bormio) del Giro del centenario, caratterizzata da una doppia ascesa dello Stelvio oltre a quella del Mortirolo. 
Per omaggiare Michele Scarponi, morto il 22 aprile 2017, il Mortirolo, in quell'anno, è stato rinominato, in sua memoria, Salita Scarponi.

### Albo d'oro
| Anno | Corridore          | Tappa | Versante            | Maglia rosa       |
| ---- | ------------------ | ----- | ------------------- | ----------------- |
| 1990 | Leonardo Sierra    | 17    | Edolo               | Gianni Bugno      |
| 1991 | Franco Chioccioli* | 15    | Mazzo di Valtellina | Franco Chioccioli |
| 1994 | Marco Pantani      | 15    | Mazzo di Valtellina | Evgenij Berzin    |
| 1996 | Ivan Gotti         | 21    | Mazzo di Valtellina | Pavel Tonkov      |
| 1997 | Wladimir Belli     | 21    | Mazzo di Valtellina | Ivan Gotti        |
| 1999 | Ivan Gotti*        | 21    | Mazzo di Valtellina | Ivan Gotti        |
| 2004 | Raffaele Illiano   | 19    | Mazzo di Valtellina | Damiano Cunego    |
| 2006 | Ivan Basso*        | 20    | Mazzo di Valtellina | Ivan Basso        |
| 2008 | Antonio Colom      | 20    | Mazzo di Valtellina | Alberto Contador  |
| 2010 | Ivan Basso*        | 19    | Mazzo di Valtellina | Ivan Basso        |
| 2012 | Oliver Zaugg       | 20    | Tovo di Sant'Agata  | Joaquim Rodríguez |
| 2015 | Steven Kruijswijk  | 16    | Mazzo di Valtellina | Alberto Contador  |
| 2017 | Luis León Sánchez  | 16    | Edolo               | Tom Dumoulin      |
| 2019 | Giulio Ciccone     | 16    | Mazzo di Valtellina | Richard Carapaz   |
| 2022 | Koen Bouwman       | 16    | Edolo               | Richard Carapaz   |
| 2024 | Christian Scaroni  | 15    | Edolo               | Tadej Pogacar     |
| 2025 | Afonso Eulálio     | 17    | Monno               | Isaac Del Toro    |

(*) Vincitore anche del Giro d'Italia

### Tempi d'ascesa
dei primi a passare al GPM (dal versante di Mazzo di Valtellina)
| Posizione | Tempo  | Anno | Nome               | Nazione  |
| --------- | ------ | ---- | ------------------ | -------- |
| 1         | 42'40" | 1996 | Ivan Gotti         | Italia   |
| 2         | 43'00" | 1994 | Marco Pantani      | Italia   |
| 3         | 43'10" | 1999 | Ivan Gotti         | Italia   |
| 3         | 43'10" | 1999 | Roberto Heras      | Spagna   |
| 3         | 43'10" | 1999 | Gilberto Simoni    | Italia   |
| 3         | 43'10" | 1997 | Wladimir Belli     | Italia   |
| 3         | 43'10" | 1997 | Ivan Gotti         | Italia   |
| 3         | 43'10" | 1997 | Pavel Tonkov       |          |
| 9         | 44'44" | 2006 | Ivan Basso         | Italia   |
| 10        | 44'52" | 2019 | Vincenzo Nibali    | Italia   |
| 11        | 45'07" | 2015 | Alberto Contador   | Spagna   |
| 12        | 46'06" | 2019 | Miguel Ángel López | Colombia |
| 13        | 46'12" | 2008 | Alberto Contador   | Spagna   |
| 13        | 46'12" | 2008 | Riccardo Riccò     | Italia   |
| 13        | 46'12" | 2008 | Emanuele Sella     | Italia   |